# Elvira Topalovic
Elvira Topalovic (* 1965) ist eine deutsche Germanistin.

## Leben
Nach dem Lehramtsstudium (1984–1988) im Fach Deutsche Sprache und Literatur an der Philosophischen Fakultät der Universität Sarajevo war sie von 1989 bis 1992	wissenschaftliche Assistentin in der Abteilung für Deutsche Sprache und Literatur am Lehrstuhl für Sprachgeschichte der Universität Sarajevo bei Miloje Djordjevic. Nach dem Studium (1993–1996) der Fächer Germanistik, Allgemeine und Historisch-Vergleichende Sprachwissenschaft an der Universität zu Köln war sie von 1996 bis 2006 freie Lektorin (Verlag und Rundfunk, u. a. Emons Verlag Köln und WDR). Nach der Promotion 2002 in Köln bei Jürgen Macha und Dietrich Busse ist sie seit 2012 W3-Professorin für Germanistische Sprachdidaktik an der Universität Paderborn.
Ihre Forschungsschwerpunkte sind (Schrift-)Spracherwerb und Sprachvermittlung, Grammatik(erwerb), Orthographie(erwerb), Mehrsprachigkeit und Schule, Sprache und Inklusion, Sprache im Fach und digitale Bildung.

## Schriften (Auswahl)
- Sprachwahl – Textsorte – Dialogstruktur. Zu Verhörprotokollen aus Hexenprozessen des 17. Jahrhunderts. Trier 2003, ISBN 3-88476-545-0.
- mit Markus Denkler, Stephan Elspaß und Dagmar Hüpper (Hg.): Deutsch im 17. Jahrhundert. Studien zu Sprachkontakt, Sprachvariation und Sprachwandel. Gedenkschrift für Jürgen Macha. Heidelberg 2017, ISBN 3-8253-6539-5.